# Поярков, Фёдор Владимирович
Фёдор Владимирович Поярков (1851—1910) — российский военный врач, археолог, этнограф и антрополог, исследователь киргизского и казахского фольклора, составитель первого казахско-русского словаря.

## Биография
Фёдор Владимирович родился 9 ноября 1851 года в Воронежской губернии в семье псаломщика. В 1873 году, пройдя курс 4-х классов Воронежской духовной семинарии, он против воли родителей поступил на Медицинский факультет Императорского Московского университета, который окончил в 1879 году. Служил военным врачом в Семиреченской области в Токмаке. Затем переехал в Пишпек и жил там до 1900 года, где состоял старшим врачом военного лазарета и был избираем в почётные мировые судьи. Дружил с ботаником А. М. Фетисовым и фельдшером В. М. Фрунзе, отцом полководца М. В. Фрунзе. Во время служебных поездок собирал фольклорные и антропологические материалы, изучал археологические памятники. Публиковал исследовательские и просветительские статьи в газетах «Восточное обозрение» и «Степной край». В 1886 году открыл ряд раннехристианских и буддийских памятников в Чуйской долине и в окрестностях Иссык-Куля.
В 1895 году Фёдор Владимирович приобрёл дом фельдшера В. М. Фрунзе в Пишпеке, в котором семья Поярковых прожила 5 лет. Примечательно, что именно в этом доме в 1927 году был открыт первый в Киргизии музей краеведческого типа — Центральный музей. Мемориальный дом М. В. Фрунзе вполне может считаться и мемориальный домом семьи Поярковых.
В 1900 году Фёдор Владимирович с семьёй переехал в Верный. В 1903 году свой этнографический очерк о дунганах он опубликовал в журнале «Этнографическое обозрение». Поярков интересовался местными языками, составил первый казахско-русский словарь, рукопись которого хранится в фондах Национальной библиотеки Республики Казахстан в Алматы. Умер Ф. В. Поярков 27 ноября 1910 года в Скобелеве (ныне — Фергана).
Участник русско-турецкой (1877—1878) и русско-японской (1904—1905) войн. Действительный член Общества омских врачей (1888). Член Императорского Русского географического общества (1898) и Императорского Московского археологического общества.
В 2015 году в Алматы была издана электронная энциклопедия «Достойнейшие верненцы и замечательные алмаатинцы», в которой Фёдору Владимировичу Пояркову посвящена статья. Он был включён в список 16 «достойнейших верненцев».

## Семья
Жена — Мария Семёновна. Дети — Эраст (1886—1955), Екатерина (1887—?), Зинаида (1889—?), Николай, Татьяна, Елена, Владимир (1900—1968) и Виктор. Все Фёдоровичи и Фёдоровны получили образование — энтомолог, врач, учитель, инженер-гидротехник, ботаник, метеоролог. Известные внуки — Владимир Эрастович Поярков (1906—1974) и Мария Эрастовна Пояркова (1907—1995). Известный правнук — Будимир Владимирович Поярков (1930—2018).